# Actinopus tarsalis
Actinopus tarsalis är en spindelart som beskrevs av Perty 1833. Actinopus tarsalis ingår i släktet Actinopus och familjen Actinopodidae. Inga underarter finns listade i Catalogue of Life.